# 駒返トンネル
駒返トンネル（こまがえしトンネル）は、新潟県糸魚川市歌を通る国道8号のトンネル。子不知の断崖絶壁（駒返洞門のある区間）を回避するために作られた。なお、旧道は閉鎖されている。
トンネル内は半径450mのカーブとなっている。
建設の際、北陸本線（現・えちごトキめき鉄道日本海ひすいライン）下り線の子不知トンネルの上方2箇所が近接交差するため、子不知トンネルの補強対策工事も行われた。

## 概要
- 起点：新潟県糸魚川市歌
- 終点：新潟県糸魚川市歌
- 車線数：2車線
- 延長：538m[1]
- 幅員：9.00m[1]

## 歴史
- 1990年9月 - 着工[1]
- 1992年3月2日 - 新潟県側坑口の斜面地滑り対策工事のため掘削工事中断、同年9月11日に再開[3]。
- 1993年12月 - 開通[1]。